# Schaatsen op de Olympische Winterspelen 2022 - 500 meter mannen
De 500 meter mannen op de Olympische Winterspelen 2022 werd op zaterdag 12 februari 2022 in de National Speed Skating Oval in Peking, China verreden.

## Tijdschema
| Datum       | Lokale tijd | MET  |
| ----------- | ----------- | ---- |
| 12 februari | 16:53       | 9:53 |

## Records
Records voor aanvang van de Spelen in 2022. 
| Titelhouder      | Håvard Holmefjord Lorentzen | Noorwegen  | 34,41 | Gangneung      | Olympische winterspelen 2018 | 19 februari 2018 |
| Wereldrecord     | Pavel Koelizjnikov          | Rusland    | 33,61 | Salt Lake City | Wereldbekerfinale 2018/2019  | 9 maart 2019     |
| Olympisch record | Håvard Holmefjord Lorentzen | Noorwegen  | 34,41 | Gangneung      | Olympische winterspelen 2018 | 19 februari 2018 |
| Baanrecord       | Kim Jun-ho                  | Zuid-Korea | 35,17 | Olympic Test   | Olympic Test                 | Olympic Test     |

## Statistieken

### Uitslag
| Plaats | Naam                        | Land             | Tijd   | Verschil |
| ------ | --------------------------- | ---------------- | ------ | -------- |
| Goud   | Gao Tingyu                  | China            | 34,32  | BR       |
| Zilver | Cha Min-kyu                 | Zuid-Korea       | 34,39  | + 0,07   |
| Brons  | Wataru Morishige            | Japan            | 34,49  | + 0,17   |
| 4      | Laurent Dubreuil            | Canada           | 34,522 | + 0,20   |
| 5      | Piotr Michalski             | Polen            | 34,524 | + 0,20   |
| 6      | Kim Jun-ho                  | Zuid-Korea       | 34,54  | + 0,22   |
| 7      | Artem Arefyev               | Russische ploeg  | 34,56  | + 0,24   |
| 8      | Yuma Murakami               | Japan            | 34,57  | + 0,25   |
| 9      | Viktor Mushtakov            | Russische ploeg  | 34,60  | + 0,28   |
| 10     | Roeslan Moerasjov           | Russische ploeg  | 34,63  | + 0,31   |
| 11     | Damian Żurek                | Polen            | 34,734 | + 0,41   |
| 12     | Merijn Scheperkamp          | Nederland        | 34,736 | + 0,42   |
| 13     | Jordan Stolz                | Verenigde Staten | 34,85  | + 0,53   |
| 14     | Kai Verbij                  | Nederland        | 34,87  | + 0,55   |
| 15     | Håvard Holmefjord Lorentzen | Noorwegen        | 34,921 | + 0,60   |
| 16     | Marek Kania                 | Polen            | 34,928 | + 0,61   |
| 17     | Bjørn Magnussen             | Noorwegen        | 34,96  | + 0,64   |
| 18     | Thomas Krol                 | Nederland        | 35,06  | + 0,74   |
| 19     | Jeffrey Rosanelli           | Italië           | 35,08  | + 0,76   |
| 20     | Tatsuya Shinhama            | Japan            | 35,12  | + 0,80   |
| 21     | Gilmore Junio               | Canada           | 35,162 | + 0,84   |
| 22     | Yang Tao                    | China            | 35,162 | + 0,84   |
| 23     | David Bosa                  | Italië           | 35,168 | + 0,85   |
| 24     | Marten Liiv                 | Estland          | 35,26  | + 0,94   |
| 25     | Cornelius Kersten           | Groot-Brittannië | 35,36  | + 1,04   |
| 26     | Joel Dufter                 | Duitsland        | 35,37  | + 1,05   |
| 27     | Austin Kleba                | Verenigde Staten | 35,50  | + 1,18   |
| 28     | Ivan Arzhanikov             | Kazachstan       | 35,82  | + 1,50   |
| 29     | Antoine Gélinas-Beaulieu    | Canada           | 35,84  | + 1,52   |
| 30     | Ignat Golovatsiuk           | Wit-Rusland      | 37,05  | + 2,73   |

PR = persoonlijk record

### Startlijst
| Rit | Binnenbaan               | Buitenbaan                  |
| --- | ------------------------ | --------------------------- |
| 1   | Antoine Gélinas-Beaulieu | Austin Kleba                |
| 2   | Ivan Arzhanikov          | Cornelius Kersten           |
| 3   | Thomas Krol              | Jeffrey Rosanelli           |
| 4   | Gilmore Junio            | David Bosa                  |
| 5   | Bjørn Magnussen          | Jordan Stolz                |
| 6   | Marten Liiv              | Joel Dufter                 |
| 7   | Tingyu Gao               | Damian Żurek                |
| 8   | Yang Tao                 | Merijn Scheperkamp          |
| 9   | Roeslan Moerasjov        | Kai Verbij                  |
| 10  | Marek Kania              | Cha Min-kyu                 |
| 11  | Kim Jun-ho               | Håvard Holmefjord Lorentzen |
| 12  | Ignat Golovatsiuk        | Piotr Michalski             |
| 13  | Yuma Murakami            | Artem Arefyev               |
| 14  | Viktor Mushtakov         | Wataru Morishige            |
| 15  | Laurent Dubreuil         | Tatsuya Shinhama            |

## IJs- en klimaatcondities
|                  | Start     | Eind      |
| ---------------- | --------- | --------- |
| Tijd             | 17:07     | 17:48     |
| Paar             | 1         | 15        |
| Luchttemperatuur | 19,3°C    | 19,2°C    |
| IJstemperatuur   | -11,0°C   | -11,1°C   |
| Luchtvochtigheid | 24 %      | 24 %      |
| Luchtdruk        | 1.021 hPa | 1.022 hPa |

## Deelnemers

### Lotingsgroepen
| Groep | SOQC                                      | Nr. | Naam                        | Rit       |
| ----- | ----------------------------------------- | --- | --------------------------- | --------- |
| I     | 6 best gerangschikte deelnemers           | 1   | Laurent Dubreuil            | 13 t/m 15 |
| I     | 6 best gerangschikte deelnemers           | 2   | Wataru Morishige            | 13 t/m 15 |
| I     | 6 best gerangschikte deelnemers           | 3   | Tatsuya Shinhama            | 13 t/m 15 |
| I     | 6 best gerangschikte deelnemers           | 4   | Yuma Murakami               | 13 t/m 15 |
| I     | 6 best gerangschikte deelnemers           | 5   | Artem Arefyev               | 13 t/m 15 |
| I     | 6 best gerangschikte deelnemers           | 6   | Viktor Moesjtakov           | 13 t/m 15 |
| II    | 7 tot nummer 12 gerangschikte deelnemers  | 7   | Kim Joon-ho                 | 10 t/m 12 |
| II    | 7 tot nummer 12 gerangschikte deelnemers  | 8   | Piotr Michalski             | 10 t/m 12 |
| II    | 7 tot nummer 12 gerangschikte deelnemers  | 9   | Ihnat Halavatsjoek          | 10 t/m 12 |
| II    | 7 tot nummer 12 gerangschikte deelnemers  | 10  | Cha Min-kyu                 | 10 t/m 12 |
| II    | 7 tot nummer 12 gerangschikte deelnemers  | 11  | Håvard Holmefjord Lorentzen | 10 t/m 12 |
| II    | 7 tot nummer 12 gerangschikte deelnemers  | 12  | Marek Kania                 | 10 t/m 12 |
| III   | 13 tot nummer 18 gerangschikte deelnemers | 13  | Kai Verbij                  | 7 t/m 9   |
| III   | 13 tot nummer 18 gerangschikte deelnemers | 14  | Damian Żurek                | 7 t/m 9   |
| III   | 13 tot nummer 18 gerangschikte deelnemers | 15  | Gao Tingyu                  | 7 t/m 9   |
| III   | 13 tot nummer 18 gerangschikte deelnemers | 16  | Roeslan Moerasjov           | 7 t/m 9   |
| III   | 13 tot nummer 18 gerangschikte deelnemers | 17  | Merijn Scheperkamp          | 7 t/m 9   |
| III   | 13 tot nummer 18 gerangschikte deelnemers | 18  | Yang Tao                    | 7 t/m 9   |
| IV    | 19 tot nummer 24 gerangschikte deelnemers | 19  | Alex Boisvert-Lacroix       | 4 t/m 6   |
| IV    | 19 tot nummer 24 gerangschikte deelnemers | 20  | Jordan Stolz                | 4 t/m 6   |
| IV    | 19 tot nummer 24 gerangschikte deelnemers | 21  | Joel Dufter                 | 4 t/m 6   |
| IV    | 19 tot nummer 24 gerangschikte deelnemers | 22  | Bjørn Magnussen             | 4 t/m 6   |
| IV    | 19 tot nummer 24 gerangschikte deelnemers | 23  | Marten Liiv                 | 4 t/m 6   |
| IV    | 19 tot nummer 24 gerangschikte deelnemers | 24  | David Bosa                  | 4 t/m 6   |
| V     | overige deelnemers                        | 25  | Gilmore Junio               | 1 t/m 3   |
| V     | overige deelnemers                        | 26  | Jeffrey Rosanelli           | 1 t/m 3   |
| V     | overige deelnemers                        | 27  | Austin Kleba                | 1 t/m 3   |
| V     | overige deelnemers                        | 28  | Cornelius Kersten           | 1 t/m 3   |
| V     | overige deelnemers                        | 29  | Ivan Arzhanikov             | 1 t/m 3   |
| V     | overige deelnemers                        | 30  | Thomas Krol                 | 1 t/m 3   |

### Afmeldingen
Voor aanvang van de Winterspelen
- Quotaplek  Noorwegen #3 (Henrik Fagerli Rukke; niet geselecteerd door de Norges Skøyteforbund) → vervangen door  Canada #3 (Gilmore Junio)